# 一边倒

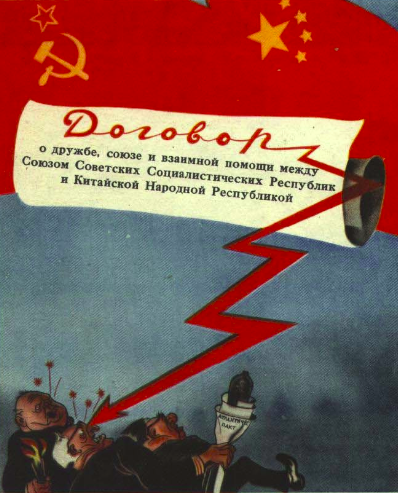
《中苏友好同盟互助条约》签署后，对当时世界格局产生影响

一边倒為中華人民共和國初年的外交政策，這並非單單與苏联建立盟友關係，而是意指坚定地支持共產國家陣營一边，反对帝国主义和以美國为首的西方资本主义陣營；視资本主义陣營為敵人，並聯合共產陣營對抗他們。此政策奠定了20世纪50年代初期中国外交政策的基本格局，日後社會主義體制的選用、蘇聯支援打下兩彈一星基礎、引發韓戰的膠著等，對中國乃至世界格局產生了深遠的影響，不過也因為中蘇兩國之間利益的對抗與特殊性，關係在1950年代后期破裂而告結束。

## 概論
“一边倒”的外交政策一直是中外史学界的热门话题，学者对“一边倒”政策形成的原因的看法并不一致。
第二次世界大戰後，国际关系新格局分為两极，出现了以苏联为首的社会主义阵营和以美国为首的资本主义阵营。中華人民共和國成立初期，苏联共产党总书记斯大林惟恐中國會和美國为首的西方资本主义陣營建交，破壞苏联的外交戰略，因此向中國表示善意；而且，苏联在中共建國前已有提供支援和協助，更是第一個承認中華人民共和國的國家；中國經過数年的内战後，国力也非常虚弱，需要外国在政治、经济和军事上的支持和援助，才能捍卫国家主权和领土安全，也沒可能与两极的其中任何一个陣營抗衡，更不能置身局外。再者，美国实行扶持中华民国政府的政策，拒绝与中共建立外交关系，又向中共实行经济制裁，毛泽东想盡快恢复中国在世界上的大国地位，重振中华民族的自尊心，並向列强采取强硬的姿态。
於是，中國共產黨中央委員會主席毛澤東於1949年6月30日公佈「一边倒」的方針，和“另起炉灶”及“打扫干净屋子再请客”构成了建国初期的三大外交政策。他指中國是世界無產階級革命的一部分，革命勝利離不開苏联的援助，所以中國應站在苏联一方，與苏联站在同一戰線上，倒向苏联实现国家富强的发展模式，聯合全球所有民主的勢力；他又指中国人不是倒向帝国主义，就是倒向社会主义，绝无例外，没有「第三条道路」，中國要一边倒才能打倒舊世界，防範西方帝國主義的侵犯。
及後因為毛泽东推行人民公社，希望把中国带到比苏联更高的意识形态层面上，超越苏联，中國意識形態逐漸與蘇聯相左，對於國際戰略的基礎目標亦起分歧；而且，中國人本來就對俄國人沒有好感，斯大林亦對毛澤東及中共有怀疑。最後，中苏交惡，中國因此放棄「一边倒」的方針，改為採取「兩條線」方針，同時反美及反蘇，1972年尼克松访华後改為與美國聯合反蘇。

## 影響

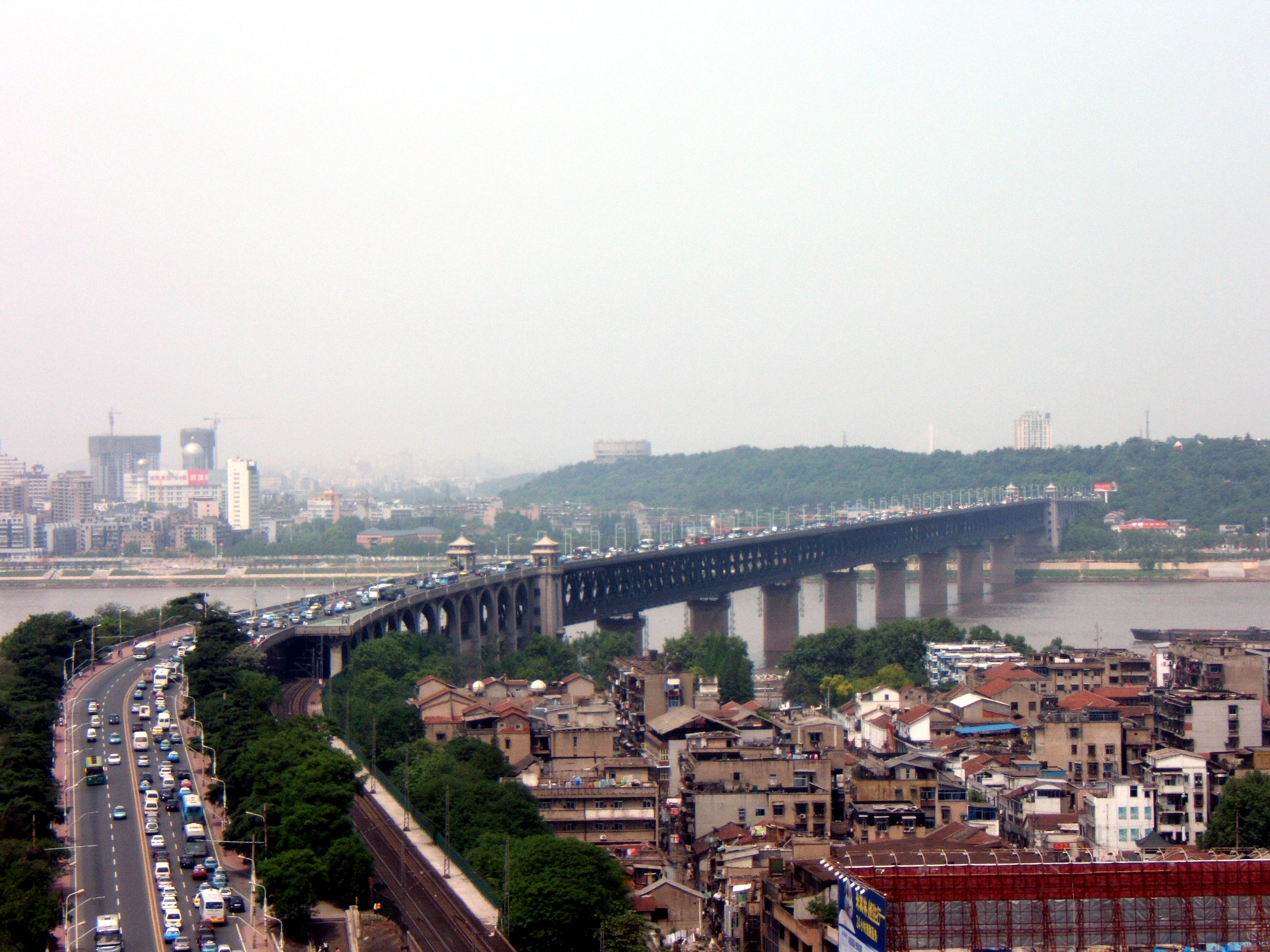
1955年到1957年間蘇聯援助建設的武漢長江大橋

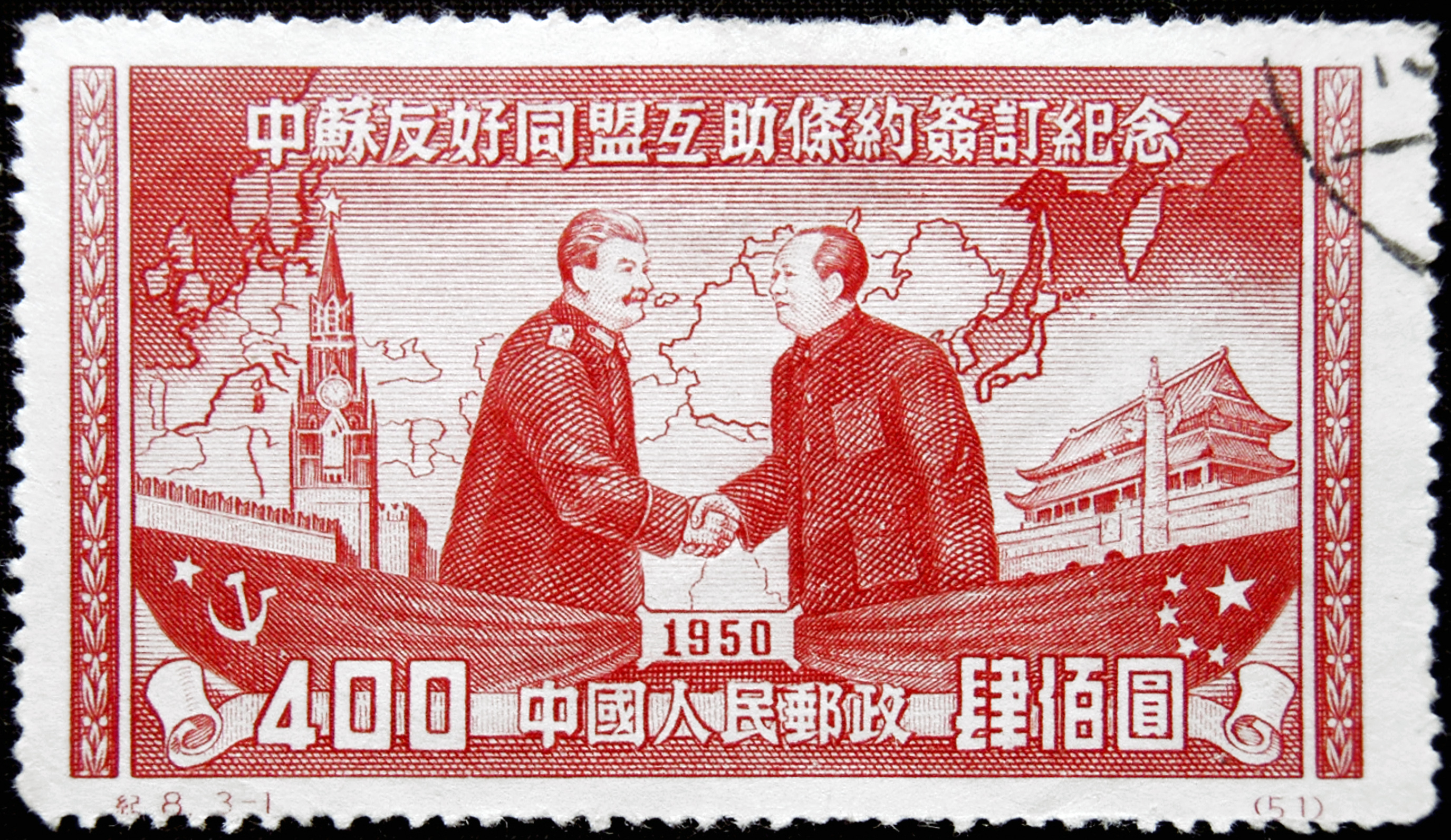
《中蘇友好同盟互助條約》紀念郵票

實施「一边倒」方針後，毛澤東決定一切均要仿傚苏联的模式，例如仿傚苏联的教育政策（如外語教育只教授俄語）、采纳苏联的经济发展制度、採取蘇聯的城市建設理念等。「一边倒」方針又令當時其他的社會主義國家樂意與中華人民共和國建交，斷絕與當時由國民黨執政的中華民國的關係，亦与苏联和其东欧卫星国建立了紧密的联系，但也令中國被美國和西方资本主义陣營孤立。中國一边倒支持共產國家陣營，也是後來在朝鮮戰爭中援助朝鮮勞動黨的原因之一。
實施「一边倒」令中华人民共和国与苏联的關係更紧密，此關係是中華人民共和國初期重要的力量来源。於1949年12月，毛泽东實施「一边倒」後不久，便到苏联外訪，祝贺斯大林的七十周岁寿辰，並寻求苏联簽署一项友好同盟条约；斯大林原本对毛泽东不予理睬，但毛泽東威胁要回国，斯大林於是答應和中國締結军事同盟的關係，又给予毛泽东三亿美元的贷款，並派遣大量科学家、技术人员和军事顾问來到中国，帮助中国进行工业化及军事现代化；在1953年，苏联把在中东铁路的联合所有歸权予给中国，1955年又宣布废除苏联在旅顺港的权利及在新疆企业中的联合股份，1957年更表示同意援助中国开发核技术，一年后赠送一个重水反应堆予中国；於1952年，毛泽东指中蘇關係是「持久的，牢不可破的、战无不胜的」，刘少奇又指中苏同盟「与资本主义国家相互之间固有的情形不同，在我们之间没有尔虞我诈，也不存在一国对另一国的压迫和掠夺」。實施「一边倒」也令當時的美國放棄左右中共的政策。
「一边倒」方針的影響並不只是與政治有關。此方針亦大大影響當時中國的文化，例如「列寧裝」和「布拉吉」等的俄式服裝愈益流行、人們見面時稱呼對方為「達瓦力士」（意為「同志」）、採用一些音譯的俄文名字、青年轉為崇尚俄國的歷史人物和文學、報章和雜誌上頻頻出現「蘇聯老大哥」、「蘇聯的今天就是我們的明天」等宣傳口號。1953年斯大林逝世，中國也举行了隆重的纪念活动，全國下半旗致哀，北京天安门临时改为悬挂斯大林像，所有人同時為斯大林默哀。
然而，“一边倒”带来的社会文化影响并不完全是正面的。例如仿傚苏联管理高等院校的政策令院校失去辦學的自主性和靈活性，只教授俄語令外語教學失去了多語種的傳統；採取蘇聯的城市建設理念，沿用苏联难以对付大流量的来水的排水设施设计（特别是在气候湿润的南方地区），被指是近年一些雨災發生的原因之一。

## 評價
自從中華人民共和國建国以来，众多学者对「一边倒」政策的利弊作出一定的论述。

### 正面评价
支持觀點學者認為「一边倒」方針在当时是合理的选择，也是战后国际关系发展的必然结果，又令中华人民共和国国家安全得到蘇聯的保障。而且，「一边倒」方針不是盲從或心血來潮，是根據當時的國際環境而作的決定。又認為，「一边倒」方针是针对以美国为首的西方国家对中华人民共和国实行的经济封锁，而不是机械地投向苏联，又成功地建立中国和苏联为首的社会主义国家在政治、经济、军事、科技等领域的合作，巩固中華人民共和國政权，立足於國際社會。而且，美国孤立及经济封锁中共政权，中共为了中华人民共和国的安全和经济，除了“一边倒”以外别无选择。「一边倒」方針也為中华人民共和国促进经济恢复及发展提供了全方位的援助和强而有力的支持，又为中国於打擊美国提供了坚强的后盾，更壮大了社会主义阵营的力量。

### 负面评价
而反對觀點學者則从“一边倒”对国家发展的大政方针的角度分析，指出此政策帶來一些消极影响：他們指「一边倒」方針造成中国几乎与世隔绝，对西方资本主义世界了解的很少，一切以意识形态划线，无穷无尽地與资本主义世界斗争，使国家经济达到崩溃的边缘；「一边倒」方針同时也加剧了中美关系的冻结程度，限制了中国外交的发展；一些學者認為「一边倒」方針令中國過分依賴苏联；當苏联領導赫魯雪夫宣佈撤回對華援助後，中國便無力發展經濟。其實早於第二次世界大战快要结束之时，毛泽东和周恩来已期待避免完全依附于苏联。